# Magne (Grèce)
Pour les articles homonymes, voir Magne.
 (août 2021).
Si vous disposez d'ouvrages ou d'articles de référence ou si vous connaissez des sites web de qualité traitant du thème abordé ici, merci de compléter l'article en donnant les références utiles à sa vérifiabilité et en les liant à la section « Notes et références ».
Le Magne (en grec : Μάνη, Máni) est une péninsule grecque située dans le sud du Péloponnèse entre le golfe de Messénie à l'ouest et le golfe de Laconie à l'est. Le Magne correspond au prolongement vers le sud des Monts du Taygète, jusqu'au Ténare, qui forme sa pointe méridionale. Il est bordé au nord-est par la ville de Kalamata et ses deux principales localités sont Areópoli et Gýthio. Les habitants du Magne sont les Maniotes. L'ensemble du Magne constitue le territoire d'un évêché orthodoxe, la métropole du Magne.

## Étymologie
L'origine du nom actuel du Magne est discutée. Il est généralement admis qu'elle pourrait venir de Manos-i qui signifie : clairsemé ; sec ; sans arbre. La plus ancienne citation de ce nom date du IXe siècle dans un rapport destiné à l'empereur Léon VI le Sage sous la forme de Mani (Μάνη) et Maïni (Μαΐνη) pour désigner le lieu d'habitation d'un prêtre. Puis, le D.A.I. (De Administrando Imperio) de Constantin VII Porphyrogénète, datant de 948/956, parle des « habitants du château Mani ». Le nom est ensuite signalé comme celui d'un château croisé franc construit par Guillaume II de Villehardouin en 1249 : Le Grand Magne/Megali Maïni (Μεγάλη Μαΐνη). Antérieurement le nom de la péninsule était Lakoniki.

## Géographie
Le Magne est traditionnellement subdivisé en quatre entités géographiques.
- Une qui dépend du district régional de Messénie :
  - au nord-ouest le Magne extérieur (Έξω Μάνη) ; Actuel dème du Magne-Occidental
- Et trois actuellement rattachées au district régional de Laconie et réunies au sein du dème du Magne-Oriental :
  - au sud-ouest le Magne intérieur (Μέσα Μάνη) ;
  - à l'est le Magne inférieur (Κάτω Μάνη) ;
  - et au nord la Vardounia (Βαρδούνια).

Le Magne est une région aride et montagneuse. Les hivers sont relativement froids et les étés très chauds et secs. La partie sud du Magne (Magne interne et Magne supérieur) est la partie la plus aride de la péninsule. Naturellement, les arbres y sont rares, le sol y est pauvre et le rocher est souvent à nu. La majorité de la végétation est constituée de petits buissons, de quelques chênes et de cultures d'oliviers. Cette aridité s'explique en partie par la géologie du sous-sol, presque uniquement constitué par du marbre gris-blanc, dit marbre maniote, d'âges Crétacé à Éocène.

## Histoire

### Préhistoire
Le Magne est occupé dès la période du Paléolithique moyen (Moustérien) et les fouilles effectuées dans les sites archéologiques de Kalamakia (Καλαμάκια) et de Lakonis (Λακωνίς) situés respectivement près des villes d'Aréopolis et de Gýthio montrent une occupation par les hommes de Néandertal à partir de 100 000 ans avant notre ère. Par ailleurs deux crânes ont été découverts dans la grotte d'Apidima (Απήδημα) près d'Aréopolis, mais leur attribution à des hommes de Néandertal est incertaine. Le Magne a sans doute aussi été occupé lors du Paléolithique supérieur mais il n'y en a pas encore eu de fouilles pour cette période.
En revanche l'occupation du Magne lors du Néolithique est mieux connue notamment grâce aux fouilles effectuées dans la grotte d'Alépotripa (Αλεπότρυπα) à Diros (Διρος). Ces fouilles ont montré que dès cette période (-4500 à -2700) il existait des échanges de matière première (obsidienne) entre le Magne et certaines îles de la mer Égée.

### Antiquité
La péninsule a continué d'être occupée durant l'Helladique ancien et moyen (-3000 à -1550), puis le Magne a subi l'influence de la civilisation mycénienne (-1600 à -1100). À la fin de cette période Homère cite dans l'Iliade, entre autres, les localités d'Ítylo et de Kardamýli qui ont gardé leur nom jusqu'à nos jours.
Les Doriens se sont installés durant le XIIe siècle av. J.-C. puis la péninsule a fait partie de la sphère d'influence de la cité-État de Sparte au même titre que le reste de la Laconie, Gýthio devenant le principal port de Sparte. À la chute de Sparte au IIIe siècle, la Laconie — Magne compris — connut une courte autonomie avant de tomber sous l'influence romaine à partir du IIe siècle sous le nom de la Ligue des Lacédémoniens libres.

### Moyen Âge
Après la disparition de l'Empire romain d'Occident en 476 l'influence de l'Empire byzantin diminua peu à peu lors de la première moitié du Moyen Âge et de fait la péninsule se retrouva isolée politiquement de Constantinople vers le VIIe siècle - VIIIe siècle du fait de raids de pirates arabes et de l'arrivée et l'installation dans le Péloponnèse de tribus slaves (Mélinges et Ézérites) qui transformèrent le Taygète en « sklavinie ». Ces conditions sont peut-être à l'origine de la structure sociale clanique contrôlée par quelques grandes familles, qui s'est implantée surtout dans le sud du Magne.
Du fait de son isolement et de son éloignement de Constantinople, la région est restée longtemps une enclave du culte hellénique. Les adeptes actuels de ce culte affirment même que cette enclave aurait duré jusqu'à la Renaissance. Entre le IXe siècle et le XIIe siècle l'empire byzantin reprit le contrôle du Magne et entreprit la christianisation de la région, qui n'est vraiment attestée qu'à partir du IXe siècle bien que quelques chapelles datent du Ve siècle. L'influence byzantine en Magne perdura jusqu'au pillage de Constantinople lors de la quatrième croisade en 1204. La péninsule tomba alors sous le contrôle des chevaliers français de la principauté d'Achaïe qui y construisent trois châteaux forts pour y affirmer leur contrôle : Passava, Lefktrou et le Grand Magne (Megali Maini).

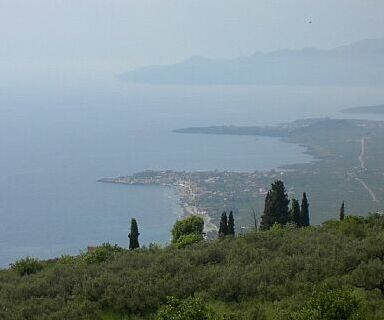
Vue de la côte ouest de la péninsule du Magne

En 1259, le prince d'Achaïe Guillaume II de Villehardouin fut battu près de Pélagonie et le château du Magne et ceux de Monemvasia et de Mistra revinrent alors sous le contrôle byzantin jusqu'à la chute de Constantinople en 1453. Durant cette période le Magne dépendait alors du Despotat de Morée, subdivision de l'Empire byzantin.
Le Despotat survécut de peu à Byzance jusqu'à la conquête turque du Péloponnèse central en 1460 par Mehmed II. Néanmoins le Magne ne fut pas conquis et obtint une autonomie locale en échange d'un tribut annuel au même titre que d'autres régions montagneuses du Péloponnèse. Peu après, de 1463 à 1479, la famille ou clan Kladas s'allia avec les Vénitiens dans leur guerre contre les Turcs.
De fait, le Magne avait acquis une importance stratégique et cette résistance continua ensuite profitant de la perpétuelle guerre entre Turcs et Vénitiens, ce qui permit à la région de rester relativement indépendante durant le XVIe siècle. Durant cette période, les Maniotes, profitant des nombreuses baies de leurs côtes, organisèrent une véritable industrie de la piraterie. C'est aussi durant cette période que débute l'architecture spécifique des maisons du Magne sous forme de tours fortifiées.

### Période ottomane
En 1665, les Turcs prirent le contrôle définitif de la Crète en chassant les Vénitiens au cours de la guerre de Candie. Puis ce fut le tour vers 1669 de la région de Vardounia. Ils choisirent alors pour gouverneur le pirate local Liberakis Yerakaris. Cette occupation partielle du Magne par les Turcs induisit alors une vague de réfugiés qui vinrent s'installer dans le Magne interne du fait de sa relative indépendance de fait. Cet afflux massif de réfugiés dans une contrée aux ressources limitées déstabilisa la région et il s’ensuivit une ère de vendetta entre les clans. L’état de vendetta permanent entre familles maniotes perdura durant tout le XVIIe siècle et la première moitié du XVIIIe siècle ce qui a contribué à maintenir et développer l'architecture typique de la région.
C'est à cette époque que quelques familles décidèrent de partir du Magne pour s'installer sur les îles Ioniennes mais aussi en Italie. En janvier 1676, une petite colonie de 600 Maniotes du village de Gýthion, du clan Stephanopoulos, embarque à Vitylo (actuellement Oitylo) pour fuir l’oppression ottomane et fonde un village en Corse, dans l'arrière-pays de Sagone, à Paomia. Lorsque les Génois, alors maîtres de la Corse, attribuèrent les terres de Paomia à cette communauté maniote, ils firent remplir un contrat à ces derniers. Ce contrat stipulait que les Grecs pouvaient conserver le rite byzantin, mais qu’ils devaient devenir catholiques, ce qui leur fit intégrer la communauté des églises catholiques orientales. Les mariages mixtes entre les descendants de colons grecs et les Corses ont mêlé les deux communautés, la langue grecque finissant par disparaître au profit du corse. Lors de la « révolution corse » de 1729, les habitants de Paomia furent chassés par les Corses de Vico et se réfugièrent à Ajaccio. En 1773, Marbeuf, gouverneur de la Corse, fit construire pour eux par le génie militaire, à deux kilomètres de Paomia, la ville de Cargèse.
Pendant ce temps, l'empire ottoman contrôlait les places fortes du nord de la région alors que Venise garda un temps son influence surtout dans le Magne externe où ils reconnurent des chefs locaux en tant qu'interlocuteurs : les kapetani. Venise, qui avait reconquis le Péloponnèse en 1685, fut finalement chassée par les Turcs en 1715, et le Magne dut de nouveau payer tribut et rester neutre. Il semble toutefois que durant cette période l'occupation turque était symbolique sauf dans la région de Vardounia. En échange de faibles taxes, le contrôle de fait de la région était laissé aux kapetani et chefs de clans.

## Révolution d'Orloff et période des beys du Magne
En 1770, Catherine II de Russie, en guerre contre l'empire ottoman envoya des forces dans le Magne dirigées par les frères Alexeï et Grigori Orlov (voir l'article Révolution d'Orloff). Ces derniers rencontrèrent l'influente famille kapetani Mavromichalis (Μαυρομιχάλης) près d'Aréopolis. Une attaque combinée contre les Turcs fut décidée, mais ce fut un relatif échec suivi d'un départ des Russes et d'un retour au statu quo. Cet épisode contribua à augmenter l'influence et le prestige de la famille Mavromichalis dans le Magne. C'est peu après, en 1776, que l'empire décida de mettre en place le système des Beys rendant responsable un des kapetani de la collecte du tribut annuel et des actes des Maniotes. Néanmoins, ce dernier gardait une grande indépendance d'action. La région ne dépendait alors plus du pacha du Péloponnèse, mais du Capitan pacha. Entre 1776 et 1821, l'empire ottoman laissa le contrôle du Magne aux Beys successifs mais cela n'empêchait nullement piraterie, vendetta et rébellion anti-turque.

### Guerre d'indépendance

Drapeau du Magne. « La Victoire ou la Mort »

Le dernier Bey fut Petros Mavromichalis qui s'allia avec d'autres leaders nationalistes grecs au sein de la société secrète Filiki Eteria puis déclara l'indépendance de la Grèce le 17 mars 1821 à Aréopolis. Les Maniotes participèrent activement à l'indépendance de la Grèce au cri de « la victoire ou la mort ». Leurs principaux faits d'armes étant la prise de Kalamata le 23 mars suivie le 1er août de la prise de la forteresse de Monemvasia associés aux tsakoniens.

### De l'indépendance à nos jours
Une fois l'indépendance de la Grèce acquise, de fortes tensions apparurent entre Petros Mavromichalis et Ioánnis Kapodístrias gouverneur du nouvel État grec en formation. En effet ce dernier voulait accroître l'influence du pouvoir central et limiter l'influence des kapetani et des clans qu'il considérait comme illégale. Après une tentative de négociation Petros Mavromichalis fut emprisonné en 1831 par le gouverneur entrainant alors une offense vis-à-vis du clan Mavromichalis. De fait, le 9 octobre de la même année, un des frères et le neveu de Petros assassinèrent Ioannis Kapodistrias sur les marches de l'église Saint-Spyridon à Nauplie. Ce meurtre fut désapprouvé par Petros et ce dernier fut libéré en 1832 par le tout nouveau roi Othon Ier élu à la suite de la Conférence de Londres, ce dernier acceptant une relative indépendance du Magne[réf. nécessaire].
En 1852 il y eut de nouvelles perturbations liées à la révolution contre Othon Ier, de même en 1862-1863. Ce n'est qu'en 1870, après la victoire du premier ministre Alexandros Koumoundouros contre la résistance locale que l'autonomie locale du Magne fut abolie. Celui-ci fut alors partagé entre les nouvelles administrations des nomes de Laconie et de Messénie.
Puis, le Magne a doucement été abandonné par ses habitants du fait de l'exode rural au profit d'Athènes. Cet exode a été particulièrement important dans les années 1960 provoquant l'abandon de maisons voire de villages entiers. Ce n'est que depuis 1970 avec la création de routes carrossables et l'apparition timide du tourisme que la région connaît une nouvelle phase de développement économique. Cet exode, associé à la fin de l'isolement du Magne, a provoqué la fin du clanisme et des vendettas, sauf pour une petite mafia surtout active à Athènes.
Depuis les années 1990 on assiste à un certain regain de la région avec une amplification du tourisme et l'installation de résidences secondaires en bord de mer construites principalement par d'anciens maniotes habitant Athènes.

## Économie
L'économie du Magne est assez limitée. Elle est presque exclusivement fondée de nos jours sur le tourisme avec des hôtels, des chambres d'hôtes, des restaurants et quelques boutiques de souvenirs. Le reste de l'économie est constitué par de petits « supermarchés » et commerces associés à l'agriculture. Cette agriculture héritière du passé est répartie dans l'élevage, la pêche (pour les restaurants de poisson) et bien sûr la fabrication d'huile d'olive.
Les oliveraies constituées de la variété grecque Koroneiki sont nombreuses et parfois cultivées en terrasses le long des pentes des montagnes et des falaises côtières. C'est selon certains une des meilleures huiles d'olive de Grèce surtout dans le Magne interne et supérieur du fait de leur sous-sol particulier en marbre.

## Culture
La culture du Magne se différencie peu de nos jours de celle du reste de la Grèce moderne à l'exception notable de son architecture.
Le Magne se distinguait aussi par de nombreuses traditions guerrières mais elles ont aujourd'hui disparu : piraterie, clanisme et vendetta. Néanmoins il existe encore quelques traits distinctifs héritiers du passé isolé et clanique de la région :
- des danses, chansons et fêtes locales
- quelques plat régionaux dont le Siglino, une viande de porc en salaison
- la possession d'une ou plusieurs armes dans les familles
- et l'utilisation desdites armes pour fêter le baptême d'un garçon
- Le dialecte « vieux maniote » se rattache à la branche dorienne de la langue grecque. Aujourd'hui est parlé le grec moderne (issu d'une autre branche) ou le maniote moderne fortement influencé par celui-ci.

## Le Magne en fiction
Le Magne est l'un des cadres de l'action de l'album La Malédiction des trente deniers de la série Blake et Mortimer, de Jean Van Hamme, René Sterne et Chantal De Spiegeleer.

## Source
- Dimitri Philippides (Ed.), Greek Traditional Architecture : Mani, « MELISSA » Publishing House, Athènes, 1990.